# Cratos
Kratos (in greco antico: Κράτος?, Krátos) è un personaggio della mitologia greca, rappresenta il potere di dominio, il potere che soggioga e si impone sugli avversari. È figlio del titano Pallante e della ninfa oceanina Stige.

## Genealogia
È fratello di Nike, Zelo e Bia e figlio di un Titano e di una ninfa.

## Mitologia
Con i fratelli si alleò con Zeus nella lotta contro i Titani. Viene citato insieme a Bia da Eschilo nel Prometeo incatenato, dove viene incaricato di incatenare Prometeo ad una rupe. Inoltre, sempre nella Teogonia, Cratos e Bia accompagnavano Zeus ovunque, come simbolo del suo potere.

## Nella cultura di massa
Il mito di Cratos è ripreso nel personaggio di Kratos, protagonista della saga videoludica God of War dove invece Kratos libera Prometeo uccidendolo e si schiera dalla parte dei Titani nella lotta contro gli dèi dell'olimpo. Inoltre, questo Kratos è figlio di Zeus e di una mortale, Callisto, non di Pallante e Stige, ed è fratello di Dèimos; nel mito greco, Cratos e Dèimos non avevano né parentela né nessun altro legame.
Egli appare anche nel videogioco per Sony PlayStation 5, PlayStation 4, PlayStation 3 e PlayStation Vita chiamato PlayStation All-Stars Battle Royale come rappresentante del già citato videogioco God of War assieme a suo padre Zeus, e come Boss segreto nel videogioco Shovel Knight.
Cratos è, insieme alla sorella Bia, protagonista del dialogo Gli uomini, contenuto nei Dialoghi con Leucò di Cesare Pavese.